# Aglauropsis vannuccii
Aglauropsis vannuccii is een hydroïdpoliep uit de familie Olindiasidae. De poliep komt uit het geslacht Aglauropsis. Aglauropsis vannuccii werd in 1975 voor het eerst wetenschappelijk beschreven door Thomas & Chhapgar. 